# Augochlora fulvilabris
Augochlora fulvilabris är en biart som beskrevs av Heinrich Friese 1917. Augochlora fulvilabris ingår i släktet Augochlora och familjen vägbin. Inga underarter finns listade.